# SV 03 Tübingen
SV 03 Tübingen is een sportclub uit Tübingen, Baden-Württemberg. De club is naast voetbal ook actief in onder andere floorball, boksen, basketbal, handbal, atletiek, tennis en tafeltennis.